# Javaanse blauwvleugelbladvogel
De Javaanse blauwvleugelbladvogel (Chloropsis cochinchinensis synoniem: Chloropsis moluccensis cochinchinensis) is een vogel uit de familie van de Bladvogels. De vogel werd in 1789 geldig beschreven als Turdus cochinchinensis maar later beschouwd als ondersoort van de blauwvleugelbladvogel. Het is een bedreigde vogelsoort die endemisch is op het eiland Java.

## Kenmerken
De vogel is 16 tot 18 cm lang en lijkt sterk op de blauwvleugelbladvogel. Het blauw op de vleugels is iets subtieler van kleur. Het mannetje heeft een zwart "gezicht", met daaraan grenzend een goudkleurige rand, die minder breed is als bij de andere bladvogelsoorten. De goudkleur ontbreekt op de kruin, die is groen. Het vrouwtje is overwegend groen gekleurd en mist de gele veren op de buik die de gewone blauwvleugelbladvogel wel heeft.

## Verspreiding, leefgebied  en status
De leefgebieden van deze vogel liggen in het overgangsgebieden tussen vochtig, tropisch bos en agrarisch gebied tot op 1800 meter boven zeeniveau. Verder in secondair bos grenzend aan cultuurland met fruitbomen en in moerasbos. Dit type habitat is door ontbossing en intensivering van de landbouw schaars geworden. Mogelijk zijn er nog maar vijf plaatsen op het eiland Java waar de vogel nog voorkomt en dit zijn officieel beschermde gebieden. Een inventarisatie in 2020, waarbij bijna 8000 vakken van 2 x 2 km werden onderzocht, leverde waarnemingen in slecht 3 vakken (0,04%). De vogel is dus zeldzaam. Daarnaast zijn er sterke aanwijzingen dat er ook in beschermde gebieden, of aan de randen daarvan, vangst plaatsvindt van Javaanse blauwvleugelbladvogels ten behoeve van de kooivogelhandel. De vogel staat op een lijst van beschermde vogels in Indonesië, maar nog niet op de CITES-lijst.